# Пономарёв, Лев Александрович
Лев Алекса́ндрович Пономарёв (род. 2 сентября 1941, Томск) — советский и российский политический и общественный деятель. По профессии физик. Доктор физико-математических наук (1983).
Народный депутат России (1990—1993). Депутат Государственной думы первого созыва (1994—1995). Исполнительный директор общероссийского движения «За права человека» (1997—2019) и Фонда «В защиту прав заключённых» (с 2007 года). Член Московской Хельсинкской группы (МХГ) с 1996 года, член Совета МХГ с 2019 года. Участник коалиции «Другая Россия» (2006—2010). Член федерального политического совета Объединённого демократического движения «Солидарность» (2008—2011), входит в состав политсовета движения. Председатель Национальной общественной организации «За права человека» (с 1 декабря 2019 года). Член Правозащитного совета России. Создатель сетевого сообщества «Конгресс интеллигенции» (с 2014 года), объединившего несколько тысяч человек. 28 декабря 2020 года Минюстом России был включён в первый список физических лиц, признанных СМИ — «иностранными агентами».

## Биография
Начал работать электромонтёром-испытателем на Московском прожекторном заводе. В 1965 году окончил Московский физико-технический институт (МФТИ) и в 1968 году там же аспирантуру. В 1983 году защитил диссертацию на соискание учёной степени доктора физико-математических наук по теме «Теория комплексных моментов и эксклюзивное образование адронов и резонансов» (специальность 01.04.02 — теоретическая физика). Работал в Институте теоретической и экспериментальной физики (ИТЭФ) младший научным, научным, старшим научным сотрудником, по совместительству преподавал в МФТИ на кафедре общей физики.
Ещё в советские времена примкнул к движению правозащитников. В 1990 году на съезде «Демократической России» Елена Боннэр вспоминала, что он ездил в ссылку к первому председателю Московской Хельсинкской группы Юрию Орлову и помогал его семье «не в постные годы брежневщины, а в её страшные годы, когда режим решил покончить с диссидентами».
В 1988 году выступил одним из инициаторов создания общества «Мемориал» — всероссийского общества по увековечиванию памяти жертв политических репрессий.
В 1989 году был доверенным лицом академика Андрея Сахарова на выборах народных депутатов СССР. Участвовал в Координационном совете московского объединения избирателей (МОИ), в инициативной группе по созданию комитета «Гражданское действие».
В 1990 году стал одним из основателей оппозиционного политического движения «Демократическая Россия». На состоявшемся в октябре учредительном съезде движения он был избран сопредседателем координационного совета. Движение «Демократическая Россия» выступило за введение поста президента РФ и выдвинуло на этот пост бывшего первого секретаря МГК КПСС и кандидата в члены Политбюро ЦК КПСС Бориса Ельцина.
Победив на выборах народных депутатов РСФСР 1990 года, до 1993 года был народным депутатом России, членом Совета национальностей Верховного Совета РФ, членом Комитета по средствам массовой информации, связям с общественными организациями, массовыми движениями граждан и изучению общественного мнения, членом фракции «Демократическая Россия» и депутатской группы «Реформа армии».
Осенью 1991 года возглавил парламентскую Комиссию по расследованию причин и обстоятельств ГКЧП и выяснению роли КПСС и КГБ в попытке государственного переворота.
12 декабря 1991 года, являясь членом Верховного Совета РСФСР, проголосовал за ратификацию беловежского соглашения о прекращении существования СССР.
В 1993 году неудачно баллотировался в Государственную думу I созыва по одномандатному округу и в списке избирательного объединения «Выбор России». Однако после смерти депутата В. И. Селюнина 7 октября 1994 года получил его мандат. В 1994—1995 годах — депутат Государственной думы, член Комитета по делам СНГ и связям с соотечественниками.
В октябре 1994 года на основе движения «Демократическая Россия» была основана федеральная партия под тем же названием. Её возглавили три депутата Госдумы — Лев Пономарёв, Галина Старовойтова и Глеб Якунин. После начала военной операции в Чечне в 1994 году партия объявила о своём несогласии с действиями власти и ушла в оппозицию. 21 декабря 1994 года Л. Пономарёв вышел из фракции «Выбор России» (в другие депутатские объединения не вступал).
В том же 1997 году организовал инициативную группу «Общее действие», объединившую представителей российского правозащитного сообщества.
В марте 2001 года выступил с инициативой создания Российского общенационального комитета «За прекращение войны и установление мира в Чеченской Республике», а в 2002 году инициировал проведение международной конференции на эту тему. Выступал как организатор серии митингов и круглых столов по поводу нарушения демократических свобод, политических репрессий в стране, неоднократно комментировал сложившуюся ситуацию в российской системе исполнения наказаний, отмечая факты массовых нарушений прав заключённых. Начиная с 2003 года выступал в защиту осуждённых по делу ЮКОСА, считая его сфабрикованным и политически мотивированным.
Выступал активным участником Всероссийских съездов в защиту прав человека (2001, 2006), организованных с целью консолидации правозащитного движения в стране.
Весной 2006 года как один из членов Общественного комитета в защиту учёных, созданного после инициирования ФСБ «шпионских» процессов против Игоря Сутягина, Валентина Данилова, Анатолия Бабкина и Аскара Кайбышева, инициировал публичные слушания на эту тему с приглашением членов Российской академии наук.
В 2006 году стал основателем Фонда «В защиту прав заключённых», сотрудники которого оказывают медицинскую и юридическую помощь людям, оказавшимся в местах лишения свободы, по их обращениям.
В сентябре 2006 года, после того, как был осуждён на трое суток административного ареста за организацию несанкционированного пикета в память о жертвах теракта в Беслане (2004), правозащитная организация Amnesty International признала его узником совести.
В 2007 году против него был подан иск о защите чести и достоинства от директора Федеральной службы исполнения наказаний Ю. И. Калинина. Суть иска состояла в том, что в интервью агентству Regnum Л. Пономарёв обвинил Ю. Калинина в превышении должностных полномочий, назвав директора ФСИН «автором» системы самодеятельных организаций заключённых («секция дисциплины и порядка»), с наделением их членов дополнительными льготами и правами администрации исправительных колоний (вплоть до права на применение физического насилия), а также в создании «пыточных зон». 23 апреля 2007 года Пресненский районный суд города Москвы удовлетворил иск, обязав Пономарёва опровергнуть распространяемые им сведения, а ИА Regnum — опубликовать опровержение. Правозащитник признал, что его высказывание об «авторстве» Калинина оказалось неточным, но подчеркнул, что представленные в суд материалы и показания свидетелей доказывали распространённость пыточной практики в российской системе исполнения наказаний. Кроме того, он привёл дословную выдержку из определения судебной коллегии по гражданским делам Московского городского суда: «Калинин с 1992 года является бессменным руководителем органа, курирующего службу исполнения наказаний в РФ, и, следовательно, несёт прямую ответственность за происходящие в его ведомстве нарушения прав и свобод граждан».
10 марта 2010 года подписал обращение российской оппозиции «Путин должен уйти», инициированное лидером Объединенного гражданского фронта Гарри Каспаровым.
25 августа 2010 года был приговорён к 3 суткам ареста по статье 19.3 КоАП РФ (Неподчинение законным требованиям сотрудникам милиции): он участвовал в шествии несанкционированной колонны, которая несла огромное полотнище с флагом России по Арбату в День Государственного флага 22 августа. Накануне по этому же делу был оправдан Борис Немцов.
7 сентября того же года приговорён к 4 суткам ареста за неповиновение милиции.
27 января 2014 года направил в посольство США и Администрацию Президента РФ открытое обращение к президентам США и России с призывом стать посредниками в урегулировании украинского кризиса и предотвратить кровопролитие. Эту инициативу поддержал М. С. Горбачёв, сделав собственное обращение и опубликовав его в «Новой газете».
19 марта 2014 года по инициативе Л. Пономарёва был создан Конгресс интеллигенции «Против войны, против самоизоляции России, против реставрации тоталитаризма». Первым публичным заявлением Конгресса стало обращение к властям Российской Федерации и Украины 6 мая 2014 года с предложением мер, восстанавливающих мир на территории Украины.
В марте 2014 года подписал обращение против политики российской власти в Крыму.
В 2017 году выиграл дело в Европейском суде по правам человека (ЕСПЧ) о запрете двух заявленных им в 2010 году мероприятий в Москве.
В декабре 2018 года был арестован по ч. 8 ст. 20.2 Кодекса Российской Федерации об административных правонарушениях на 25 суток за повторное нарушение порядка участия в уличных акциях. Причина — он разместил перепост на блог «Эха Москвы» с призывом выйти на несанкционированную уличную акцию в поддержку фигурантов двух уголовных дел (пензенского дела «Сети» и дела «Нового величия»). После огласки и обращения членов российского СПЧ к президенту 7 декабря того же года Московский городской суд сократил его арест до 16 суток.
В марте 2019 года выступил в поддержку запрещённой в РФ организации «Свидетели Иеговы». По мнению правозащитника, запрет на деятельность этой религиозной конфессии знаменует собой ограничение свободы совести и переход к тоталитаризму. Тогда же выступил в защиту запрещённого в России исламистского движения «Хизб ут-Тахрир аль-Ислами» и обратился к омбудсмену Т. Н. Москальковой с просьбой декриминализовать деятельность ХТИ, так как их идеология осуждает терроризм и насилие. По словам Л. Пономарёва, они «не террористы».
14 марта 2020 года Был задержан за одиночный пикет в поддержку политзаключённых у здания ФСБ на Лубянке и избит в Таганском ОВД.

28 декабря 2020 года Пономарёв вместе с 4 другими людьми был включён Минюстом России в первый список физических лиц, признанными СМИ — «иностранными агентами».
30 апреля 2021 года Хорошёвский суд Москвы оставил Пономарёву статус «иностранного агента». 12 октября 2021 года на Пономарёва был составлен протокол о нарушении требований к СМИ — «иностранным агентам» за пост в социальных сетях без соответствующей маркировки.
24 февраля 2022 года, в день начала полномасштабного вторжения России на Украину запустил петицию Остановить войну с Украиной!. На основе базы подписантов Пономарёв и его инициативная группа начали создавать новую организацию — сетевое движение «Мир, Прогресс и Права человека» имени Андрея Сахарова.
22 апреля 2022 года уехал из России[прояснить].

## Движение «За права человека»
В 1997 году выступил инициатором создания общероссийского движения «За права человека», которое стало единственной общероссийской правозащитной организацией широкого профиля, став исполнительным директором и членом Совета движения. Говорил, что движение «За права человека» почти полностью финансировалось американскими фондами, в частности, «Национальным фондом демократии» (National Endowment for Democracy — NED).
В 2014 году движение было внесено в реестр «иностранных агентов», затем исключено из него и до конца 2018 года существовало на грант под названием «Гражданский омбудсмен России», выделяемый президентом РФ. 12 февраля 2019 года Министерство юстиции РФ принудительно внесло ООД «За права человека» в реестр «некоммерческих организаций, выполняющих функции иностранного агента». 1 ноября 2019 года решением Верховного суда РФ оно было окончательно ликвидировано.
В ноябре 2019 года Л. Пономарёв создал общественную организацию «За права человека», существовавшую без образования юридического лица, унаследовав миссию от одноимённого движения. Однако 1 марта 2021 года он объявил о её ликвидации, в силу ужесточившихся наказаний для нарушителей закона об «иностранных агентах».

### Разговор с сотрудником посольства Японии
22 марта 2012 года в газете «Комсомольская правда» вышла статья под названием «Вы нам иены, мы вам — острова». В ней рассказывалось, что скрытой камерой был зафиксирован разговор Л. Пономарёва с сотрудником посольства Японии в России, произошедший, судя по записи, в октябре 2011 года, в котором он советовал Японии финансировать гражданские организации на российском Дальнем Востоке с целью склонить мнение населения к передаче спорных южных Курильских островов Японии, сторонником чего он, Пономарёв, является (по крайней мере передачи Шикотана и Хабомаи). При этом он ссылался на пример Швеции, которая, по его словам, даёт деньги на поддержку гражданского общества на северо-западе России. Также в ходе разговора он дал оценки российской оппозиции, отмечая, что у многих оппозиционеров есть опыт государственной работы (Б. Немцов, М. Касьянов, В. Рыжков), но они, если верить записи, боятся ответственности и способны ради своих целей пойти на «дестабилизацию, на кровь» (сам Пономарёв назвал этот эпизод монтажом). Также Л. Пономарёв отмечал, что в основном его спонсируют американские фонды, главным образом созданные Государственным департаментом США; «Путин ругается, но терпит это». После публикации прослушки Л. Пономарёв признал плёнку подлинной, но смонтированной: так, по его словам, фраза о стремлении «зацепиться и пойти на дестабилизацию, на кровь» в реальности относилась к власти, но слова о власти были убраны и фраза была подмонтирована к рассуждению о лидерах оппозиции, которые «боятся ответственности», при этом даже слышен щелчок. «Это просто грязнейшая провокация», — заявил он относительно монтажа фразы. Он также заявил, что написал заявление Генеральному прокурору с требованием объяснить, на каком основании произошло вторжение в его «личную жизнь».
Л. Пономарёв подтвердил, что, на его взгляд, Шикотан и Хабомаи должны быть переданы Японии, так как эти пункты есть в «мирном договоре» 1956 года (на самом деле, имеется в виду Советско-японская декларация). Это, как он сказал, является и официальной позицией руководства России, так как на следующий день после этого разговора В. Путин сказал те же слова японским журналистам. По мнению Пономарёва, подписание мирного договора с Японией является важной задачей для России.
Отвечая на обвинения в финансировании из-за рубежа, Л. Пономарёв прежде всего сказал, что даже Путин признаёт огромную пользу России от правозащитников, так как они защищают интересы простых людей. Заявил, что он и его организация помогают многим: «Тысячам, подчёркиваю, тысячам людей оказываем бесплатную юридическую помощь и лоббируем их интересы, то есть побуждаем государственную власть работать в интересах российских граждан. Более того, мы являемся последней инстанцией, последней надеждой». Признал, что правозащитники получают деньги от международных фондов, как частных, так и государственных, но в такое положение их «просто вогнало руководство страны». При этом отверг обвинения в том, что протестное движение оплачено из-за границы. Но подтвердил, что японским частным организациям стоит давать деньги на развитие гражданского общества на Дальнем Востоке, потому что «частные деньги менее уязвимы с точки зрения политических придирок».

## Движение «Мир. Прогресс. Права человека»
24 февраля 2022 года, в день начала полномасштабного вторжения России в Украину Лев Пономарёв запустил петицию Остановить войну с Украиной!, которую уже в первый день подписали более 250 тысяч человек, а на конец мая 2023 г. — около 1.283.000 человек. По словам Пономарёва, 90 % подписантов находятся в России. На странице петиции появляются обновления, оповещения о которых рассылаются подписантам, проводятся опросы, на базе подписантов создаётся гражданское сетевое движение «Мир. Прогресс. Права человека». Имеется чат-бот, куда подписанты отправляют свои сообщения, которые затем публикуются в телеграм-канале, и Google-бланк для привлечения новых участников. Пономарёв призывает не считать это движение антивоенным, так как это чревато уголовными делами, а называть его движением по восстановлению демократии в России. На следующем этапе движения предполагается выстраивание взаимодействия между регионами через проведение встреч и онлайн-конференций, а затем учредительной конференции Движения при равном представительстве региональных групп. Организация Пономарёва также обращается к западным политикам по организации демократического просвещения россиян в том числе через спутниковое вещание.

## Семья
Живёт с журналисткой Верой Шабельниковой. В двух предыдущих браках у него четверо детей: в первом — дочери Елена Липцер (род. 1967; адвокат) и Ксения Костромина (род. 1974; адвокат), во втором — дочь Анастасия (род. 1984; социолог) и сын Фёдор (род. 1986; журналист). У Льва Пономарёва 11 внуков и 2 правнучки.

## Награды и премии
- 2010 — награждён Командорским Крестом ордена Заслуг перед Республикой Польша указом президента Польши Леха Качиньского «за выдающиеся достижения в области защиты прав человека и продвижения гражданских свобод»[32].